# Реал (футбольный клуб, Бамако)
«Реал» — малийский футбольный клуб, базирующийся в Бамако. Он играет в высшем дивизионе Мали. Домашний стадион клуба — «Модибо Кейта».

## История
«Реал» является шестикратным чемпионом Мали, большая часть титулов была завоёвана в 80-х. Также клуб десять раз выигрывал национальный кубок, причём в 1966—1969 годах сделал это четыре раза подряд. В 1966 году клуб дошёл до финала Кубка африканских чемпионов, где с общим счётом 4:5 уступил ивуарийскому «Стад Абиджан». Несмотря на комфортное преимущество «Реала» после первого матча (3:1), соперник смог отыграться и перевёл игру в экстра-тайм, где и вырвал победу. Среди достижений последних лет стоит отметить победу в кубке Мали 2010 года и два участия в Кубке Конфедерации КАФ (2011 и 2012 годы).

## Известные игроки
Наиболее титулованным игроком клуба является Салиф Кейта Траоре, который, выступая за «Сент-Этьен», стал трёхкратным чемпионом Франции и Футболистом 1970 года в Африке.